# Brand New by Tomorrow
Brand New By Tomorrow è il quarto ed ultimo album in studio di Money Mark.

## Tracce
1. Color of Your Blues – 3:20
2. Pick Up the Pieces – 3:25
3. Summer Blue – 3:25
4. Pretend to Sleep – 2:21
5. My Loss, Your Gain – 3:05
6. Everyday I Die a Little – 3:09
7. Radiate Nothing – 3:15
8. Black Butterfly – 3:32
9. Nice to Me – 2:51
10. Eyes That Ring – 3:48
11. Brand New by Tomorrow – 3:21

## Formazione
- Ryan Feves - basso
- Danny Frenkel, Jim Keltner, Pedro Yanowitz - batteria
- Woody Jackson - chitarra
- Seth Zwerling - corno francese

### Produzione
- Mario Caldato Jr.
- Money Mark
- Gary Benzel (Design e fotografia)